# ملاقات با رابینسون‌ها
ملاقات با رابینسون‌ها (به انگلیسی: Meet the Robinsons) یک فیلم پویانمایی علمی-تخیلی آمریکایی محصول ۲۰۰۷ است که توسط استودیوی انیمیشن والت دیزنی تولید و توسط والت دیزنی پیکچرز منتشر شده است.

## داستان
لوئیس پسر ۱۲ ساله‌ای است که هنگام نوزادی توسط مادرش به پرورشگاه سپرده شد. این پسر با وجود گذشته‌ای که دارد، فوق‌العاده باهوش و دارای توانایی بالقوه اختراع کردن است. هنگامی که زن و مردی برای دیدن او می‌آیند، لوییس با یک دستگاه ساندویچ ساز سعی می‌کند آنها را تحت تأثیر قرار دهد ولی ناکام مانده و دچار افسردگی می‌شود. مسئول پرورشگاه که زنی مهربان است، به لوییس می‌گوید که مادر واقعی‌اش حتماً به او علاقه داشته ولی به دلیل مشکلاتش نتوانسته از لوییس نگهداری کند. همین هم باعث می‌شود که رابینسون به فکر ساخت یک دستگاه خاطره‌یاب بیفتد تا در گذشته مادرش را پیدا کند.
لوئیس سخت کار می‌کند و سرانجام دستگاه را می‌سازد و آن را در یک نمایشگاه اختراعات معرفی می‌کند. در آنجا پسری به نام ویلبر رابینسون سر رسیده و خود را پلیس زمان آینده معرفی کرده و ادعا می‌کند که ماشین زمانش توسط سر کلاه خان دزدیده شده. لوییس خاطره‌یاب را روشن می‌کند ولی یک کلاه پرنده آن را خراب کرده و نمایشگاه به هم می‌ریزد. لوییس آنجا را با عصبانیت ترک می‌کند و همان دستگاه توسط مرد بلند قد موسوم به سر کلاه خان دزدیده می‌شود.
ویلبر بر روی پشت بام پرورشگاه لوئیس را ترغیب به برگشتن و تعمیر خاطره‌یاب می‌کند ولی لوئیس تنها در صورتی قبول می‌کند که ویلبر حرف خود را ثابت کند. آنها سوار بر ماشین زمان پرنده به سال ۲۰۳۷ می‌روند. لوئیس اصرار می‌کند با همان ماشین به دیدن مادرش برود و در این درگیری ماشین زمان سقوط کرده و خراب می‌شود. لوییس در ازای اینکه ویلبر بعد از تعمیر ماشین زمان او را به گذشته برگرداند قبول می‌کند که آن را تعمیر کند. آنها به گاراژ می‌روند و لوئیس به‌طور غیرعمد با خانواده ویلبر آشنا می‌شود، همه به جز پدر ویلبر، کورنلیوس رابینسون که در سفر کاری بسر می‌برد. سر کلاه خان و دوریس کلاه پرنده برای تکمیل خاطره‌یاب سعی می‌کنند لوئیس را بدزدند و این باعث درگیری‌های فراوان می‌شود و در نهایت خانواده ویلبر می‌فهمند لوییس از گذشته آمده و او را وادار به برگشت می‌کنند. لوئیس که از بدقولی ویلبر عصبانی است با سر کلاه خان همراه می‌شود ولی به محض اینکه لوئیس خاطره‌یاب را تعمیر می‌کند سر کلاه خان به او خیانت می‌کند. در آنجا لوئیس می‌فهمد که سر کلاه خان در واقع هم اتاقی قبلی‌اش بوده که به دلیل سروصدای زیاد اختراع رابینسون شب نتوانست بخوابد و هنگام بازی خوابش برد و تیمش بازنده شد و به همین دلیل کینهٔ رابینسون را به دل گرفت و همچنین لوییس می‌فهمد که خودش کورنلیوس رابینسون است و در آینده پدر ویلبر محسوب می‌شود. دوریس هم اختراع شکست خوردهٔ رابینسون بود که او هم کینه لوئیس را به دل داشت.
سر کلاه خان اختراع را به نام خود ثبت می‌کند و تقاضای تولید انبوه کلاه پرنده را می‌دهد. آینده مملو از کلاه‌هایی است که انسان‌ها را به بردگی گرفته‌اند. لوییس با کمک ماشین زمان آینده را درست می‌کند و از سر کلاه خان می‌خواهد که به آنها ملحق شود. سر کلاه خان ناپدید می‌شود چون از کارهای قبلی‌اش شرمنده است.
ویلبر او را به گذشته برمی‌گرداند تا مادرش را ببیند. لوییس به نزدیکی مادرش می‌رود ولی تصمیم می‌گیرد با او صحبت نکند تا آینده دقیقاً همان چیزی باشد که قبلاً دیده بود و.....
این داستان با شعار رابینسون خاتمه می‌یابد: باز ادامه بده

## بازی رایانه‌ای
از روی این فیلم بازی برای پلت‌فرم‌های پلی استیشن ۲, پلی استیشن ۳, پلی استیشن همراه، ایکس باکس ۳۶۰, Wii, نینتندو گیم‌کیوب، نینتندو دی‌اس و PC ساخته شده‌است.

## جوایز
نامزد بهترین موسقی بهترین داستان انمیشن در جشنواره Annie نامزد بهترین صداگذاری انمیشن در جشنوارهArtios بهترین ساختار انیمیشن در جشنواره CFCA Award